# Lauraesilpha antiqua
Lauraesilpha antiqua är en kackerlacksart som beskrevs av Philippe Grandcolas 2002. Lauraesilpha antiqua ingår i släktet Lauraesilpha och familjen storkackerlackor.
Artens utbredningsområde är Nya Kaledonien. Inga underarter finns listade i Catalogue of Life.